# Rhinolophus landeri
Rhinolophus landeri — вид рукокрилих родини Підковикові (Rhinolophidae).

## Поширення
Країни проживання: Ангола, Бенін, Буркіна-Фасо, Бурунді, Камерун, Центральноафриканська Республіка, Конго, Демократична Республіка Конго, Кот-д'Івуар, Екваторіальна Гвінея, Ефіопія, Габон, Гамбія, Гана, Гвінея, Кенія, Ліберія, Малаві, Мозамбік, Нігер, Нігерія, Руанда, Сенегал, Сьєрра-Леоне, Сомалі, Південна Африка, Судан, Танзанія, Того, Уганда, Замбія, Зімбабве. Широко розповсюджений в більшій частині Африки південніше Сахари. Був знайдений на висоті 2000 м над рівнем моря на горі Елгон в Кенії. Цей вид, як правило, пов'язаний з саванами та галерейним лісом. Лаштує сідала в печерах, шахтах і штольнях, в ущелинах серед купи валунів. Тварини були також виявлені спочиваючими в баобабах і колодязях. 

## Загрози та охорона
Здається, немає серйозних загроз для даного виду. У зв'язку з широким ареалом, імовірно він присутній на деяких охоронних територіях.